# Epicauta atricolor
Epicauta atricolor is een keversoort uit de familie van oliekevers (Meloidae). De wetenschappelijke naam van de soort is voor het eerst geldig gepubliceerd in 1892 door Champion.